# Kim Joo-ri
Đây là một tên người Triều Tiên, họ là Kim.
Kim Joo-ri (Hangul: 김주리, sinh ngày 21 tháng 5 năm 1988), là Hoa hậu Hàn Quốc 2009. Đây là lần đầu tiên, người chiến thắng trong cuộc thi Hoa hậu Hàn Quốc sẽ đại diện cho Hàn Quốc tham dự Hoa hậu Thế giới 2009 và Hoa hậu Hoàn vũ 2010. Cô cũng đăng quang Hoa hậu Seoul 2009 trước khi tham dự Hoa hậu Hàn Quốc 2009.

## Hoa hậu Thế giới 2009
Joo-ri nằm trong top 20 của phần thi Hoa hậu Bãi biển diễn ra tại Zimbali Resort, Kwazulu-Natal, Durban, Nam Phi. Trong phần thi Hoa hậu Tài năng, cô xuất sắc giành danh hiệu á hậu 1. Trong đêm chung kết cô được xướng tên trong top 16 người đẹp nhất và là nữ hoàng châu Á - Thái Bình Dương.

## Hoa hậu Hoàn vũ 2010
Joo-ri sẽ đại diện cho Hàn Quốc tham dự Hoa hậu Hoàn vũ 2010 diễn ra ở Las Vegas, Mỹ vào ngày 23 tháng 8 năm 2010.